# Хаджийска река
Хаджийска река (до 29 юни 1942 г. Хаджи дере) е река в Югоизточна България, област Бургас. Протича през общините Руен, Поморие и Несебър и се влива в Несебърския залив на Черно море. Дължината ѝ е 55 km, която ѝ отрежда 78-о място сред реките на България.
Хаджийска река води началото си от 482 m н.в. в западната част на Еминска планина, на 1 km югозападно от село Добра поляна, община Руен. Първите 4 km тече на юг, а след това на изток в широка долина между Еминска планина на север и Айтоска планина на юг. След село Гълъбец завива на югоизток, протича през големия язовир „Порой“ и се влива в Несебърския залив на Черно море, в южната част на курортния комплекс „Слънчев бряг“.
Площта на водосборния басейн на Хаджийска река е 356 km2. На север границата на басейна ѝ следи билото на Еминска планина и го отделя от водосборния басейн на река Двойница, а на юг по билото на Айтоска планина преминава границата с водосборния басейн на река Ахелой.
Основни притоци: → ляв приток, ← десен приток
- ← Куртдере
- ← Чобандере
- ← Чекракчия
- → Бяла река

Реката е със среден годишен отток от 0,64 m3/s при село Гълъбец, като максимумът е през февруари и март, а минимумът – август и септември.
По течението на реката са разположени 4 села:
- Община Руен – Преображенци, Ръжица;
- Община Поморие – Страцин, Гълъбец.

Водите на реката се използват главно за напояване, като по течението ѝ е изграден големият язовир „Порой“.

## Топографска карта
- Лист от карта K-35-43. Мащаб: 1 : 100 000.
- Лист от карта K-35-44. Мащаб: 1 : 100 000.